# 813
813 (DCCCXIII) je bilo navadno leto, ki se je po julijanskem koledarju začelo na soboto.

## Dogodki
- 1. januar

## Rojstva
- Teofil, cesar Bizantinskega cesarstva († 842)

## Smrti
- al-Amin, šesti kalif Abasidskega kalifata (* 787)